# トラッキング・ストック
トラッキング・ストック（tracking stock、事業部門株とも）とは、企業全体の業績とは独立した利益配当の計算などを株式契約に組み込むことで、企業の特定の事業部門や子会社の業績に市場で形成された株価が連動するよう設計された株式の総称である。このうち、子会社の業績に連動するものを子会社連動株式（日本版トラッキング・ストック）ともいう。

## 歴史

### アメリカ
初のトラッキング・ストック利用例は、米国で1984年にゼネラル・モーターズが情報処理サービス会社Electoronic Data Systems (EDS) を買収し、EDSの業績に連動したトラッキング・ストックを発行した例である。この時、被買収企業EDSの頭文字を付して"GM-E株式"と称したので、アルファベット・ストックやレター・ストックとも呼ばれるようになった。その後、ディズニーなどの著名企業も発行に踏み切り、急速に普及した。
上記のGMの例は企業買収 (M&A) でトラッキング・ストックを用いたものであるが、企業分割の手法として用いられた例もある。既存株主に対してトラッキング・ストックを割り当てる方法である。1991年にUSX（現:USスチール）がコア事業である鉄鋼部門とノンコア事業である石油・ガス事業部門（現:マラソンオイル）の実質的な分割を狙って発行したのが最初といわれている。
また、新たな資金調達のために既存株主以外に対して割り当てる方法もある。1990年代後半に、インターネットやバイオテクノロジー関連のベンチャー企業が発行したトラッキング・ストックの多くはこれに該当するといわれる。

### 日本
日本では、2001年6月に、ソニーが子会社ソニーコミュニケーションネットワーク（現:ソニーネットワークコミュニケーションズ）を対象としたトラッキング・ストック（ソニー子会社連動株）を発行したことが最初の利用例である。この時点ではまだトラッキング・ストックに関する法制備がなされていなかったが、同年12月の商法改正により種類株式制度が整備され、発行が容易に行えるようになった。その後このトラッキングストックはプレミアムをつけた上でソニー株式に転換されたため現在上場しているトラッキング・ストックは存在しない。

## メリット
- 支配権を維持したままでの有利な資金調達
- 従業員に対するインセンティブ報酬としての活用
- 企業買収での活用